# Орбеаска де Сус (Телеорман)
Орбеаска де Сус (рум. Orbeasca de Sus) насеље је у Румунији у округу Телеорман. Oпштина се налази на надморској висини од 70 m.

## Становништво
Према подацима из 2002. године у насељу је живело 3237 становника.

### Попис2002.
| Расподела становништва по националности 2002.‍ | Расподела становништва по националности 2002.‍ | Расподела становништва по националности 2002.‍ | Расподела становништва по националности 2002.‍ | Расподела становништва по националности 2002.‍ |
| --------------------------------------------- | --------------------------------------------- | --------------------------------------------- | --------------------------------------------- | --------------------------------------------- |
|                                               |                                               |                                               |                                               |                                               |
| Румуни                                        | Румуни                                        |                                               | 3.161                                         | 97,7%                                         |
| Роми                                          | Роми                                          |                                               | 76                                            | 2,3%                                          |